# Elizabeth Magie

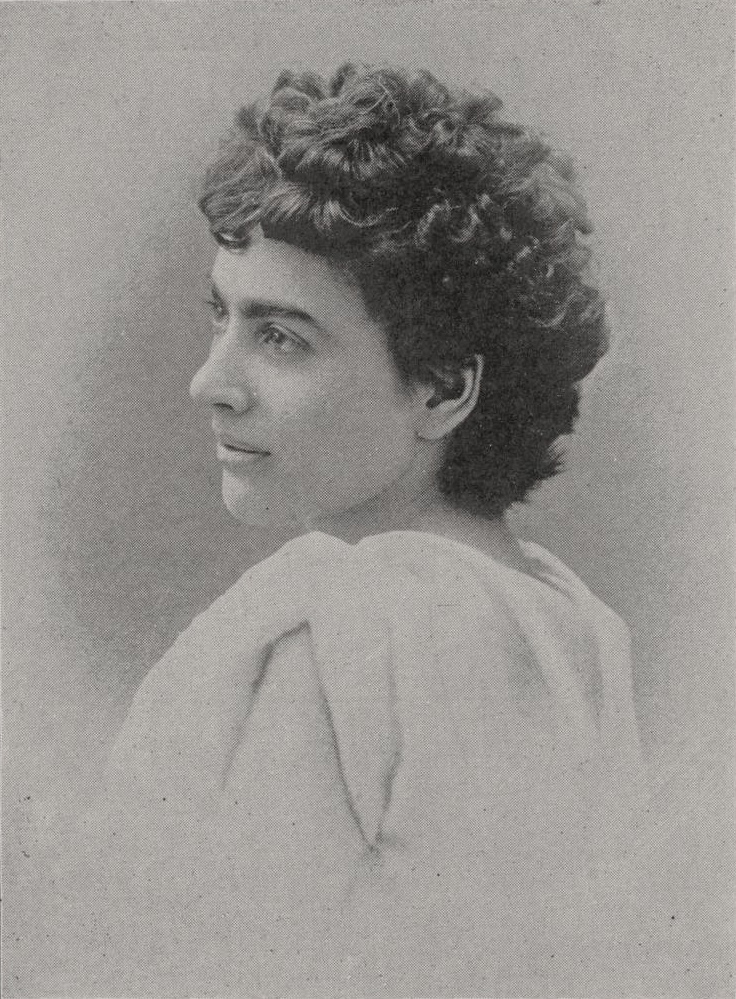
Lizzie Magie rond 1892

Elizabeth "Lizzie" Magie Phillips, geboren als Elizabeth J. Magie (Canton (Illinois), 1866 - Arlington County (Virginia), 1948) is de spelontwerper van het spel The Landlord's Game, dat de basis vormt voor het spel Monopoly.
Elizabeth J. Magie was een Quaker uit Virginia. Ze was een Georgist, een voorvechter van de ideeën van econoom Henry George (1839 - 1879). Om zijn economische ideeën eenvoudig uit te leggen, maakte zij een 'Verhuurdersspel': op 23 maart 1903 vroeg ze een patent aan bij het US Patent Office voor het bordspel The Landlord's Game. Het doel van het spel was de gevaren van het monopolistische landbezit aan te tonen en de verarming die dat veroorzaakte onder de plattelandsbevolking. Haar biografe Mary Pilon schrijft: "Haar doel was om het kwaad te tonen van het vergroten van kapitaal ten koste van anderen."
'Ik hoop dat mannen en vrouwen heel snel begrijpen dat hun armoede voortkomt uit het feit dat Carnegie en Rockefeller meer geld hebben dan ze kunnen uitgeven."
Elizabeth J. Magie ontving het U.S. Patent 748626 voor haar spel op 5 januari 1904. Toch werd het pas in 1910 door de Economic Game Company of New York geproduceerd en op de markt gebracht. Voordat het spel verscheen hadden veel studenten en Quakerverenigingen er al van gehoord en het zelf gemaakt en gespeeld waardoor het zich breder verspreidde. In Engeland werd het in 1913 door Newbie Game Company of London gepubliceerd onder de titel Bre'r Fox en Bre'r Rabbit.
Op 27 oktober 1910 trouwt Elizabeth Magie in Chigago met Albert W. Philips.

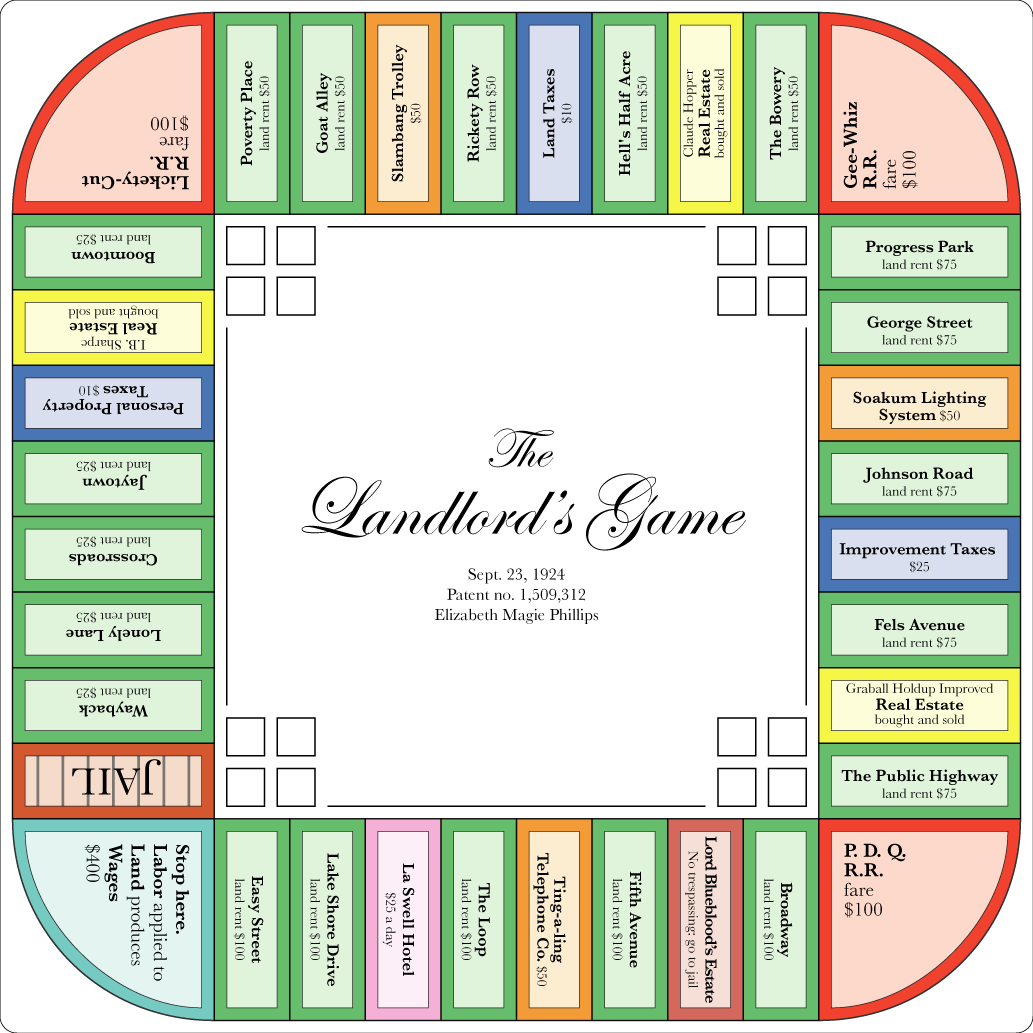
The Landlord's Game 1904

Op 19 maart 1935 kocht Parker Brothers het patent voor The Landlord's Game af. Deze dag is door speelgoedfabrikant Hasbro tot de 'Verjaardag van het Monopoly-spel' gedoopt.